# 玉名市立玉名小学校
玉名市立玉名小学校（たまなしりつ たまなしょうがっこう）は、かつて熊本県玉名市玉名にあった公立の小学校。通称「村小」。
2018年（平成30年）3月末をもって閉校し、「玉名市立玉陵小学校」に統合された。

## 概要
歴史
1874年（明治7年）に創立。2018年（平成30年）に閉校し、144年の歴史に幕を下ろした。
通称「村小」について
1954年（昭和29年）に2町9村が合併して、玉名市が発足したが、その前は玉名村立の小学校であった。また、玉名村とは別に玉名町があり、玉名町立であった玉名市立玉名町小学校（通称「町小」）と区別してこの様に呼ばれる。
校訓
「やさしく、かしこく、たくましく」
校章
桜の花弁を背景にして、中央に円を置き、その中に校名の頭文字である「玉」の文字を配している。
校歌
1970年（昭和45年）9月19日制定。作詞は丸山衛、作曲は小山卯三郎による。歌詞は3番まであり、各番の歌詞中に校名の「玉小」が登場する。
通学区域
玉名市のうち「元玉名、永安寺、大坊、岡、島、上迫間、下迫間、向迫間、栗崎団地」であった。中学校区は玉名市立玉陵中学校であった。

## 沿革
- 1874年（明治7年） - 「玉名小学校」および「迫間小学校」が創立。
- 1886年（明治19年）- 小学校令施行により、尋常科を設置の上。「尋常玉名小学校」および「尋常迫間小学校」に改称。
- 1889年（明治22年）4月1日 - 町村制施行により、玉名郡2村（玉名・両迫間）が合併の上、「玉名村」が発足。
- 1892年（明治25年）- 「玉名尋常小学校」および「迫間尋常小学校」に改称。
- 1904年（明治37年）4月 - 高等科（2年制）を併置の上、「玉名尋常高等小学校」（尋常科4年・高等科2年）に改称。
- 1907年（明治40年）- 迫間尋常小学校を統合。
- 1908年（明治41年）4月 - 改正小学校令により、尋常科（義務教育年限）が4年制から6年制に改められる。従来の高等科1・2年が尋常科5・6年に改められるため、高等科を廃止し「玉名尋常小学校」（尋常科6年）に改称。
- 1910年（明治43年）4月 - 高等科（2年制）を併置の上、「玉名尋常高等小学校」（尋常科6年・高等科2年）に改称。
- 1941年（昭和16年）4月1日 - 国民学校令施行により、「玉名郡玉名国民学校」に改称。尋常科を初等科に改める。
- 1947年（昭和22年）4月1日 - 学制改革（六・三制の実施）により、新制小学校「玉名村立玉名小学校」に改組・改称。
- 1954年（昭和29年）4月1日 - 3町9村の合併により「玉名市」が発足。「玉名市立玉名小学校」（最終名）に改称。
- 2008年（平成20年）4月 - 2学期制を導入。
- 2018年（平成30年）
  - 3月31日 - 統合のため閉校。144年の歴史に幕を下ろした。
  - 4月1日 - 玉名市立小学校6校（石貫・梅林・小田・玉名・月瀬・三ツ川）が統合し、「玉名市立玉陵小学校」が新設される。校地・校舎は玉名市立玉陵中学校に併設され、「玉陵学園」として小中一貫教育を開始した。
    - 玉名小学校の校舎や体育館等は解体され、跡地には2021年（令和3年）3月にくまもと県北病院が開院した。閉校記念碑等は病院敷地内に設置されている。

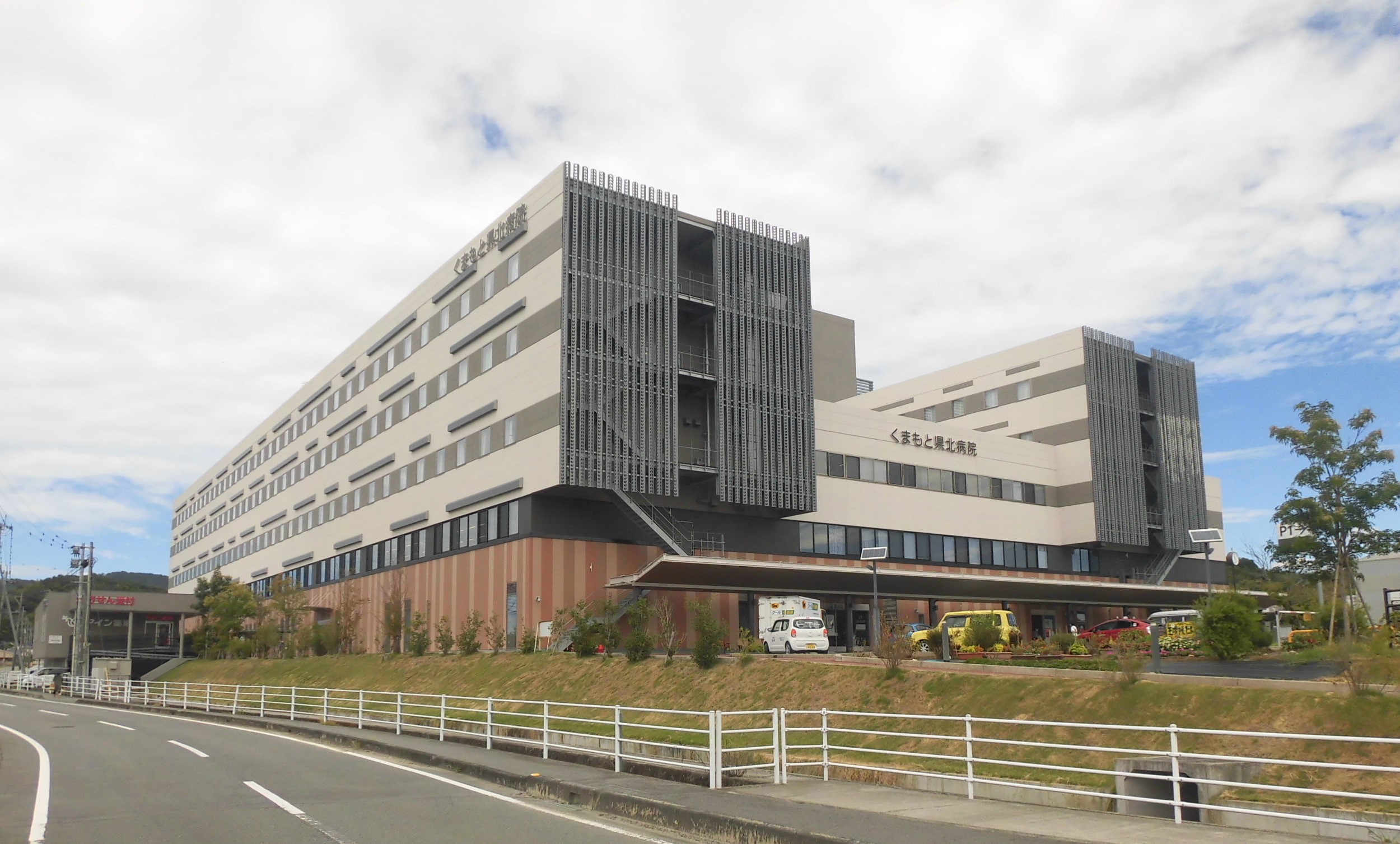
跡地に建つくまもと県北病院

## 交通アクセス
最寄りの鉄道駅
- JR九州 九州新幹線 「新玉名駅」

最寄りのバス停留所
- 九州産交バス 「くまもと県北病院」停留所

最寄りの幹線道路
- 熊本県道・福岡県道6号玉名立花線

## 周辺
- 玉名市立玉陵小学校・玉名市立玉陵中学校
- たまきな幼稚園
- ケーズデンキ玉名店
- グッデイ玉名店
- 京写 九州事業所玉名工場
- 菊池川（一級河川）
- 繁根木川（一級河川）